# Wechingen
Wechingen ist eine Gemeinde im schwäbischen Landkreis Donau-Ries. Die Gemeinde ist Mitglied der Verwaltungsgemeinschaft Ries.

## Geographie

### Lage
Der Ort liegt in der Planungsregion Augsburg im durch einen Meteoriteneinschlag geformten Ries, etwa 10 km nordöstlich von Nördlingen. Das Gemeindegebiet ist, wie der übrige Rieskessel, überwiegend von landwirtschaftlichen Ackerflächen geprägt, während sich am Ostrand mit dem Eichholz (Gemarkung Wechingen) und dem Weilerholz (Gemarkung Holzkirchen) größere Waldflächen befinden.

### Gemeindegliederung
Die Gemeinde besteht aus drei Gemarkungen mit sieben Gemeindeteilen:
- Gemarkung Wechingen mit dem Pfarrdorf Wechingen und den Einöden Pfladermühle und Wolfsmühle
- Gemarkung Fessenheim mit dem Pfarrdorf Fessenheim und der Einöde Muttenauhof
- Gemarkung Holzkirchen mit dem Pfarrdorf Holzkirchen und dem Weiler Speckbrodi

## Geschichte

### Bis zur Gemeindegründung
Wechingen gehörte zum Fürstentum Oettingen-Spielberg. Mit der Rheinbundakte 1806 kam der Ort zum Königreich Bayern. Mit dem Gemeindeedikt von 1818 entstand die politische Gemeinde.

### Eingemeindungen
Im Zuge der Gebietsreform in Bayern wurden am 1. Mai 1978 die Gemeinden Fessenheim und Holzkirchen eingemeindet. Die Geschichte der drei Gemeindeteile, ihrer Häuser und Familien ist in jeweils eigenen, umfangreichen Büchern dargestellt, die in den Jahren 2001 bis 2010 erschienen sind.

### Einwohnerentwicklung
Zwischen 1988 und 2018 wuchs die Gemeinde von 1312 auf 1425 Einwohner bzw. um 8,6 %.
- 1961: 1460 Einwohner[4]
- 1970: 1464 Einwohner[4]
- 1987: 1317 Einwohner
- 1991: 1298 Einwohner
- 1995: 1348 Einwohner
- 2000: 1384 Einwohner
- 2005: 1411 Einwohner
- 2010: 1378 Einwohner
- 2015: 1428 Einwohner

## Politik
Erster Bürgermeister ist seit 2008 Klaus Schmidt (Wählergemeinschaft). Sein Vorgänger war Johannes Wiedenmann. Schmidt wurde 2014 mit 89,5 % der Stimmen und 2020 mit 92,3 % der Stimmen – jeweils ohne Gegenkandidat – im Amt bestätigt.
Der Gemeinderat besteht aus zwölf Mitgliedern, davon entfallen auf:
- Wählergemeinschaft Wechingen 5 Sitze
- Freie Wählergemeinschaft Fessenheim 4 Sitze
- Wählergemeinschaft Holzkirchen-Speckbrodi 3 Sitze

## Wappen

### Wappen
|  | Blasonierung: „Gespalten; vorne von Rot und Gold dreimal geteilt, belegt mit einem silbernen Schragen; hinten von Silber und Schwarz geviert“ |
|  | |

## Wirtschaft und Infrastruktur
2017 gab es in der Gemeinde 282 sozialversicherungspflichtige Arbeitsplätze. Von der Wohnbevölkerung standen 594 Personen in einem versicherungspflichtigen Beschäftigungsverhältnis. Damit war die Zahl der Auspendler um 312 Personen größer als die der Einpendler. 15 Einwohner waren arbeitslos. 2016 gab es 42 landwirtschaftliche Betriebe, die eine Fläche von 1682 ha bewirtschafteten.

### Verkehr
Im Ort kreuzen sich die Staatsstraße 2221 und die Kreisstraße DON 5.
Der Gemeindeteil Fessenheim liegt an der 1903 eröffneten ehemaligen Bahnstrecke Nördlingen–Wemding, auf der bis 1981 Personenzüge fuhren.

### Bildung
Es bestehen folgende Einrichtungen:
- Kindertageseinrichtung mit 65 Plätzen und 58 betreuten Kindern (Stand 1. März 2018)
- Schulvorbereitende Einrichtung (SVE) der Schwabenhilfe mit zwei Gruppen[6]

## Persönlichkeiten
- Hartmut Schmidt (* 1942), Journalist und Historiker